# Feuerwehrfahrzeug

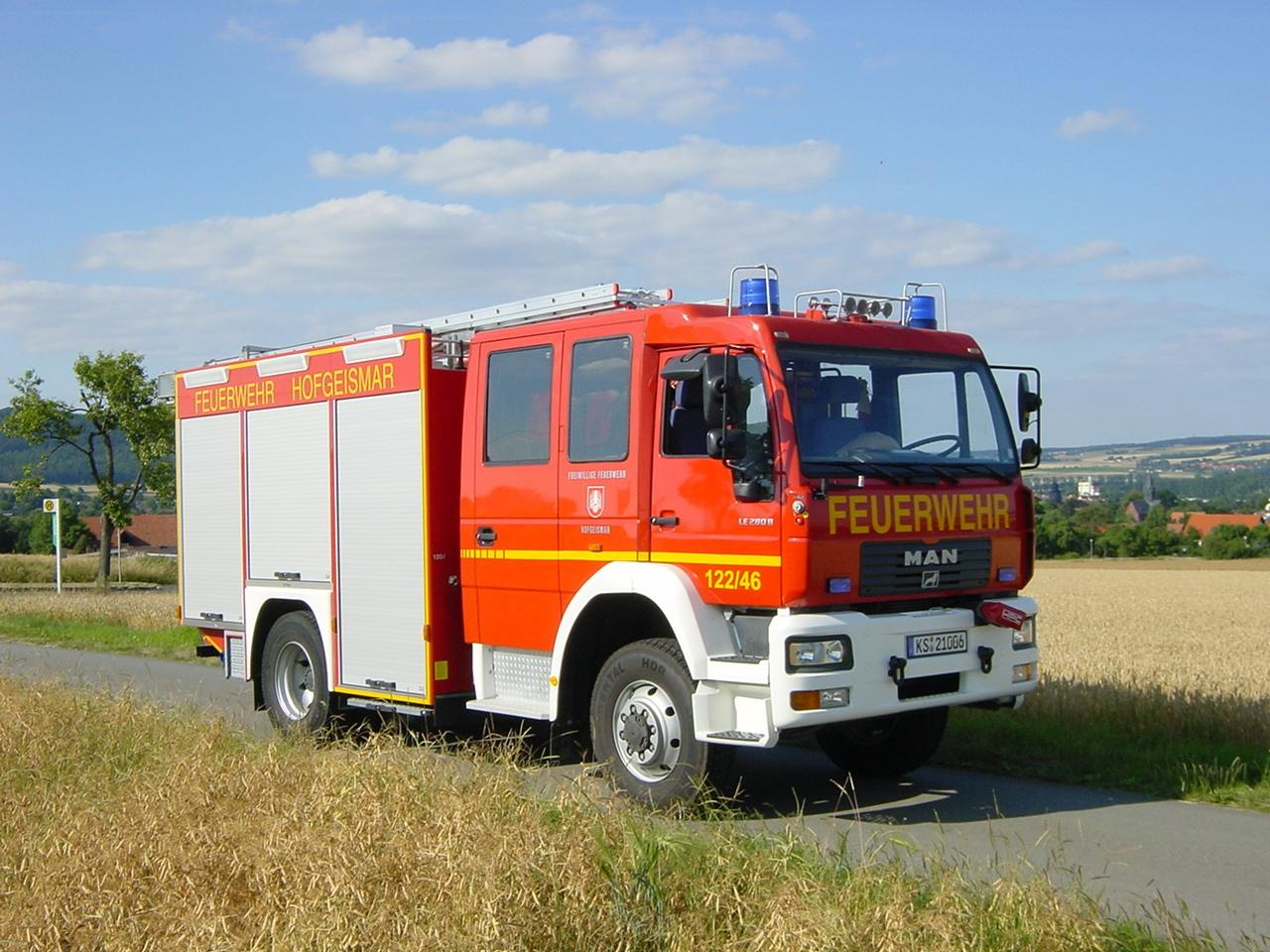
Löschgruppenfahrzeug

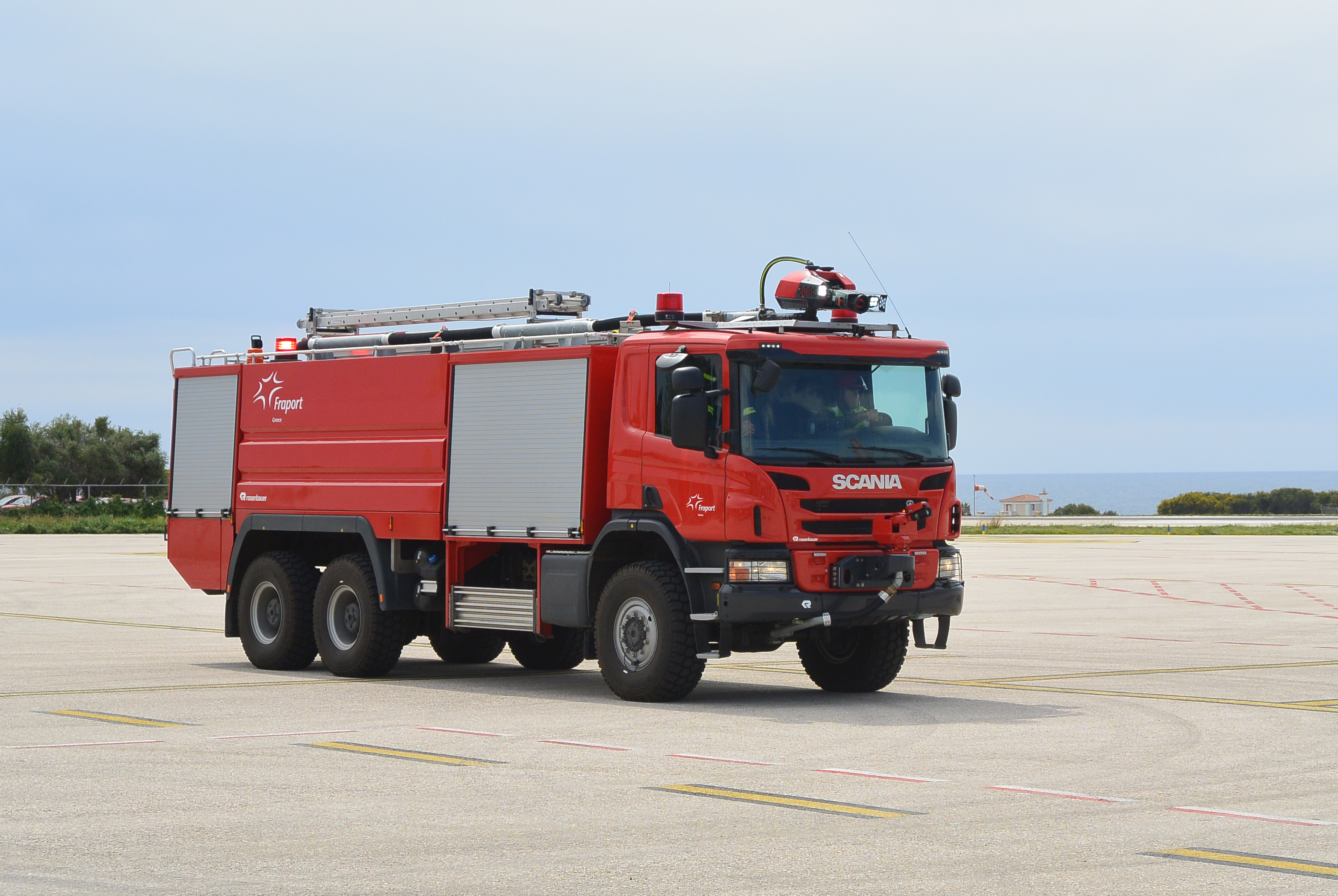
Löschfahrzeug auf einem Flughafen

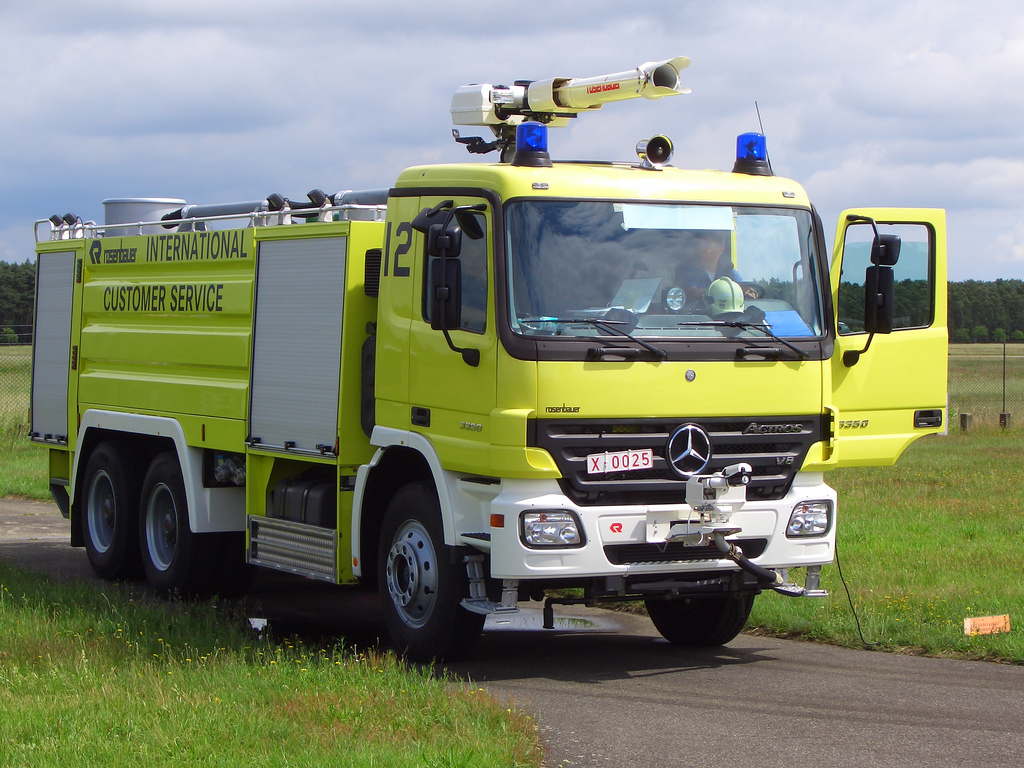
Löschfahrzeug auf einem NATO-Stützpunkt

Ein Feuerwehrfahrzeug ist im Allgemeinen ein Kraftfahrzeug, das die Feuerwehr im Rahmen ihrer Einsatztätigkeit verwendet. Auch Anhänger, die für Feuerwehrzwecke verwendet werden, fallen in diese Kategorie. Um im Straßenverkehr besondere Rechte in Anspruch nehmen zu können, sind die Feuerwehrfahrzeuge speziell gekennzeichnet und mit Sondersignalen ausgestattet. In Kontinentaleuropa sind die Fahrzeuge meist rot (zum Beispiel RAL 3000) bzw. leuchtrot (zum Beispiel RAL 3024, RAL 3026) lackiert. In Großbritannien und Regionen der Schweiz (hauptsächlich im Kanton Zürich) sind Löschfahrzeuge oftmals lemongelb, was mit der besseren Sichtbarkeit innerhalb des UV-Spektrums begründet wird: Für Farbenblinde sind rote Löschfahrzeuge grau, während der Gelb-Grünton für das menschliche Auge besonders gut wahrnehmbar ist. Sie haben je nach Land ein Folgetonhorn und eine oder mehrere blaue (in Spanien gelbe, in den USA rote) Rundumkennleuchten.
Feuerwehrfahrzeuge sind üblicherweise in Feuerwehrhäusern untergebracht.

## Anforderungen

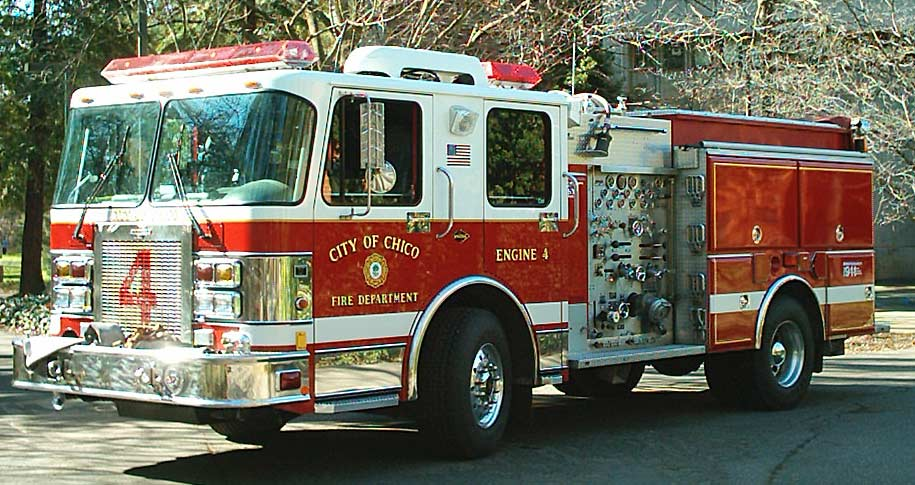
Löschfahrzeug der Feuerwehr Chico, USA

Ein Feuerwehrfahrzeug muss besonders gestaltet und eingerichtet sein zur Aufnahme
- einer Besatzung,
- einer feuerwehrtechnischen Beladung,
- von Lösch- und/oder Rettungs- bzw. sonstigen Einsatzmitteln einschließlich Funkgeräten.[1]

Die Auswahl eines Feuerwehrfahrzeuges richtet sich nach verschiedenen Gesichtspunkten:
- der Größe des Ortes,
- der Topographie des Einsatzgebietes,
- den hauptsächlichen Gefahrenquellen im Einsatzgebiet.

Feuerwehrfahrzeuge nehmen als Einsatzfahrzeuge innerhalb der Nutzfahrzeuge von jeher eine Sonderstellung ein. Die Bürger verknüpfen mit ihnen hohe Erwartungen. Dementsprechend hoch sind die Anforderungen, die an Bau und Ausrüstung gestellt werden.

## Varianten und Normung
Fahrzeuge werden hauptsächlich nach ihren Einsatzmöglichkeiten eingeteilt. Dabei unterteilt man sie meist in Fahrzeuge, die zur Brandbekämpfung oder zur technischen Hilfeleistung dienen. Da einerseits die Fahrzeuge immer größer wurden, andererseits die Bedienung weniger Personal erfordert, entstanden auch Fahrzeuge, die für beide Hauptaufgaben einsetzbar sind. Durch steigende Fahrzeugkosten werden auch immer wieder Lösungen mit Wechselladeaufbauten angewendet, bei denen für jeden Anwendungszweck nur ein spezieller Container vorgehalten werden muss.
In vielen Staaten sind bestimmte Typen von Feuerwehrfahrzeugen durch Normung spezifiziert. In der EU werden grundlegende Festlegungen in der Basis-Norm EN 1846 übergreifend für alle Staaten getroffen. Nationale Normen bauen auf diesen grundlegenden Festlegungen auf. Unter anderem teilt EN 1846 die Fahrzeuge in drei Massenklassen (Leicht (L): 3 t < GM ≤ 7,5 t; Mittel (M): 7,5 t < GM ≤ 16 t; Super (S): GM > 16 t, mit Normungsstand Oktober 2013) und drei Einsetzbarkeits-Kategorien ein: 1: straßenfähig; 2: geländefähig; 3: geländegängig.
Geländegängige Fahrzeuge der Massenklassen M und S müssen über Böschungswinkel von 35° (vorn und hinten) sowie einen Rampenwinkel von 30° verfügen. Bei leichten Fahrzeugen gibt sich die Norm mit 30° bzw. 25° zufrieden. Für geländefähige Fahrzeuge reichen 23° Böschungswinkel und 18° Rampenwinkel (Normungsstand 10/2013).

### Kategorien nach EN 1846-1
Alle Fahrzeuge werden abhängig von ihrem Fahrvermögen auf Straßen oder im Gelände in eine der folgenden drei Kategorien eingeteilt:
- Kategorie 1: straßenfähig; Kraftfahrzeug, das üblicherweise zum Befahren von befestigten Straßen geeignet ist. (Fahrzeuge der Kategorie 1 haben üblicherweise eine angetriebene Achse.)
- Kategorie 2: geländefähig; Kraftfahrzeug, das zum Befahren aller Straßen und bedingt für Geländefahrten geeignet ist. (Eine Unterscheidung zwischen Fahrzeugen, bei denen üblicherweise alle Achsen angetrieben sind)

In der Kategorie 2 kann man noch unterscheiden in:
1. mit eingeschränktem Fahrvermögen im Gelände;
2. mit besserem Fahrvermögen im Gelände, üblicherweise erreicht durch die Ausstattung mit z. B. Differentialsperre und Singlebereifung.

- Kategorie 3: geländegängig; Kraftfahrzeug, das zum Befahren aller Straßen und für Geländefahrten (Querfeldeinfahren) geeignet ist. (Fahrzeuge der Kategorie 3 haben üblicherweise einen Antrieb an allen Achsen mit Differentialsperre und Singlebereifung.)

Die EN 1846 enthält außerdem grundlegende Sicherheitsanforderungen (z. B. für die Zugänglichkeit von Mannschafts- und Geräteräumen), die in allen nationalen Normen für spezifische Fahrzeuge jeweils inbegriffen sind.

### Tanklöschfahrzeuge

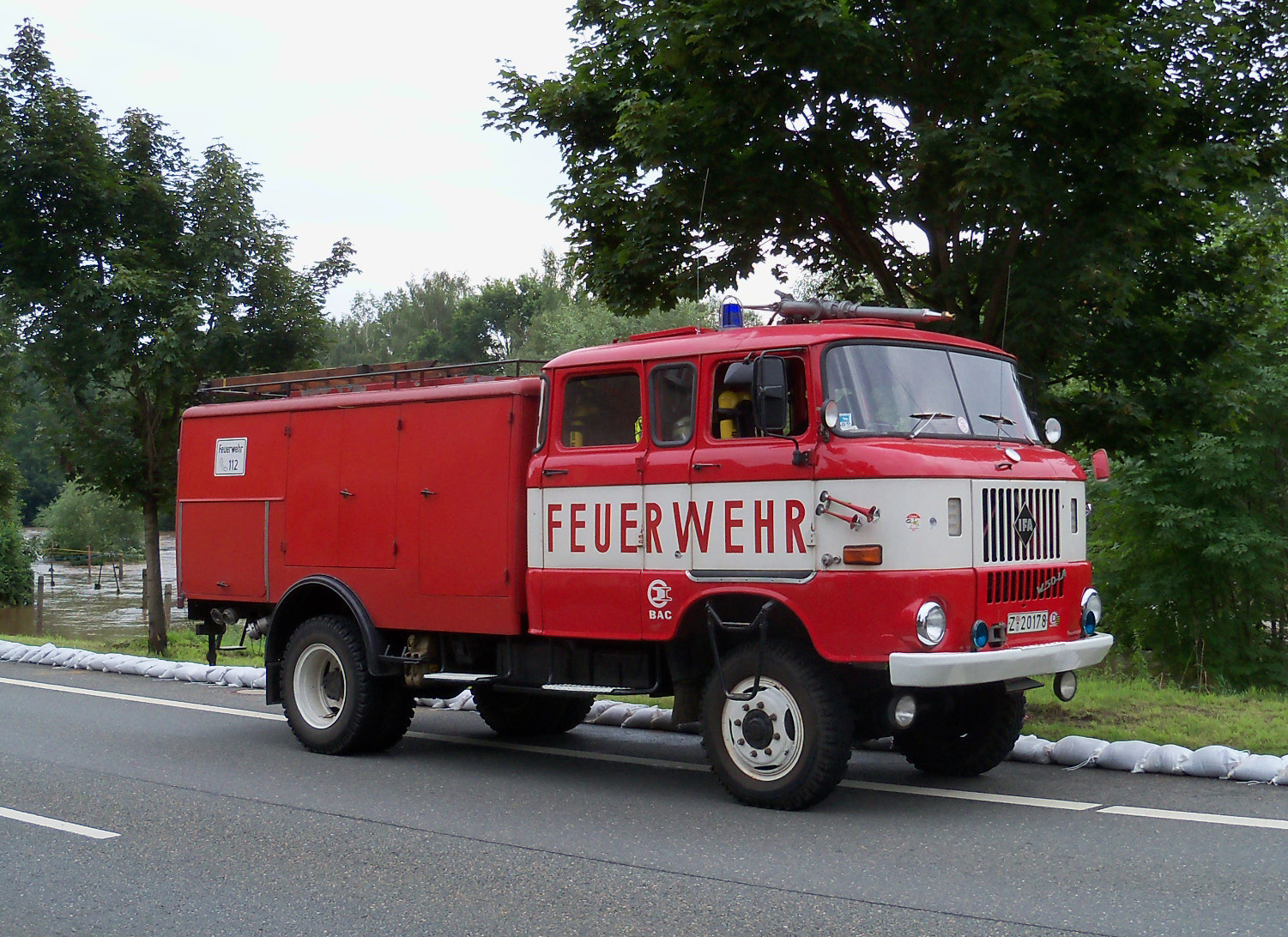
Tanklöschfahrzeug TLF 16, Typ IFA-W50

Tanklöschfahrzeuge transportieren große Mengen Löschmittel (hauptsächlich Wasser, z. T. Schaummittel oder Pulver), sind mit einer fest eingebauten Pumpe ausgestattet und verfügen in der Regel wegen des größeren Löschmitteltanks über weniger Gerätschaften und über kleinere Besatzungen: entweder sechs Feuerwehrleute („Staffelbesatzung“) oder drei Feuerwehrleute („Truppbesatzung“). Viele Tanklöschfahrzeuge haben Allradantrieb, weil ihre Einsatzgebiete oft Wälder, Wiesen oder sonstige unwegsame Orte ohne Wasserversorgung umfassen.

### Löschfahrzeuge

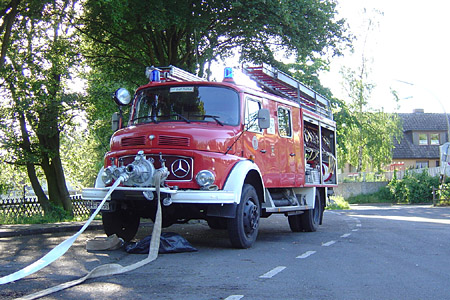
Löschgruppenfahrzeug LF 16-TS

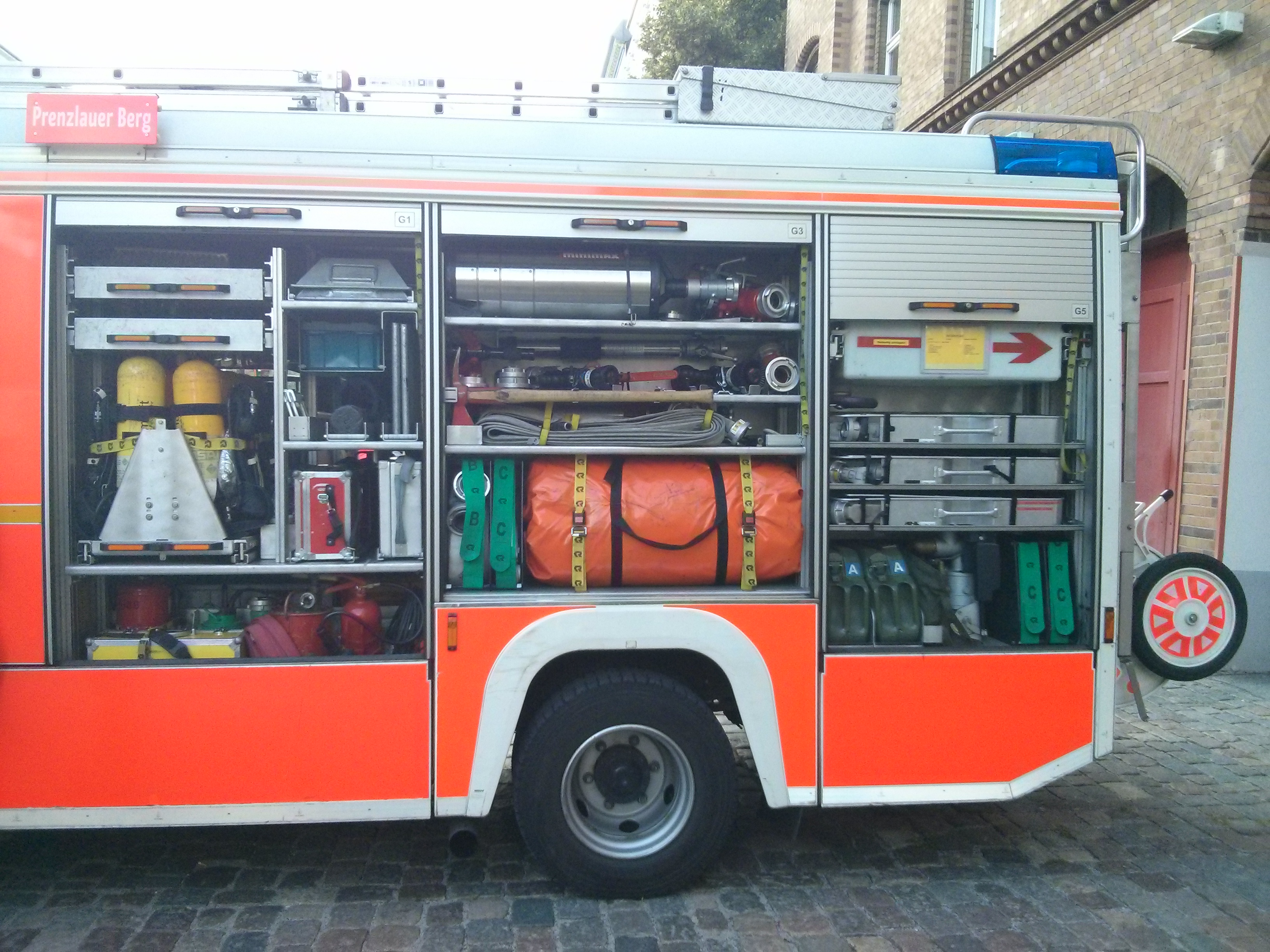
Seitenansicht eines Löschgruppenfahrzeugs

Löschfahrzeuge dienen vorrangig dem Löschen von Bränden, der Menschenrettung und der Durchführung von technischen Hilfeleistungen kleineren bis mittleren Umfangs. Löschfahrzeuge werden unterteilt in die Kategorien Löschgruppenfahrzeuge, Tragkraftspritzenfahrzeuge, Kleinlöschfahrzeuge und Sonderlöschfahrzeuge sowie sonstige Löschfahrzeuge.
Löschgruppenfahrzeuge
Üblicherweise bestehen bei Feuerwehren, die den gesamten Löschangriff inklusive der Wasserführung aufbauen müssen, die Feuerwehrgruppen aus neun Personen. Dem entsprechen die Fahrzeuge, die auch diese Mannschaft aufnehmen können, d. h. für eine Löschgruppe Allround-Fahrzeuge. Ausgerüstet sind die Löschgruppenfahrzeuge entweder mit einer fest eingebauten Fahrzeugpumpe oder mit einer transportablen herausnehmbaren Pumpe, Leitern, umfangreichen Gerätschaften zur Brandbekämpfung und zur technischen Hilfeleistung. Für technische Hilfeleistungen ist oft nur minimale Ausrüstung vorhanden. Durch verschiedene Gewichtsbeschränkungen in den verschiedenen Ländern – abhängig auch von den früher nicht einheitlichen Führerscheinklassen – entwickelten sich die Fahrzeuge in verschiedenen Größen.
Tragkraftspritzenfahrzeuge und Kleinlöschfahrzeuge
haben eine Feuerlöschkreiselpumpe (Tragkraftspritze) zur Brandbekämpfung, die auch abseits des Fahrzeuges eingesetzt werden kann. Es sind meist Kleinfahrzeuge zur Brandbekämpfung und einfachen technischen Hilfeleistung. Besetzt werden sie in aller Regel von einer sechsköpfigen Staffel, führen aber Ausrüstung für eine Gruppe mit.
Sonderlöschfahrzeuge und Sonstige Löschfahrzeuge
sind oft nicht genormt. Besonders bei Werkfeuerwehren oder bei Feuerwehren großer Städte kommen aber durchaus Fahrzeuge für spezielle Einsatzabläufe vor, die spezielle Löschmittel wie große Mengen Pulver oder Schaum erfordern. So gibt es z. B. Pulverlöschfahrzeuge bzw. Trockentanklöschfahrzeuge, die größere Mengen Löschpulver zur Einsatzstelle transportieren können, ferner spezielle Schaumlöschfahrzeuge, die nur Schaummittel oder ein einsatzfertiges Schaum-Wasser-Gemisch mit sich führen. Weiterhin gibt es Löschfahrzeuge, die aufgrund ihrer Löschmittelzusammenstellung oder einer anderen Beladung nicht in das Normschema passen.

### Hubrettungsfahrzeuge

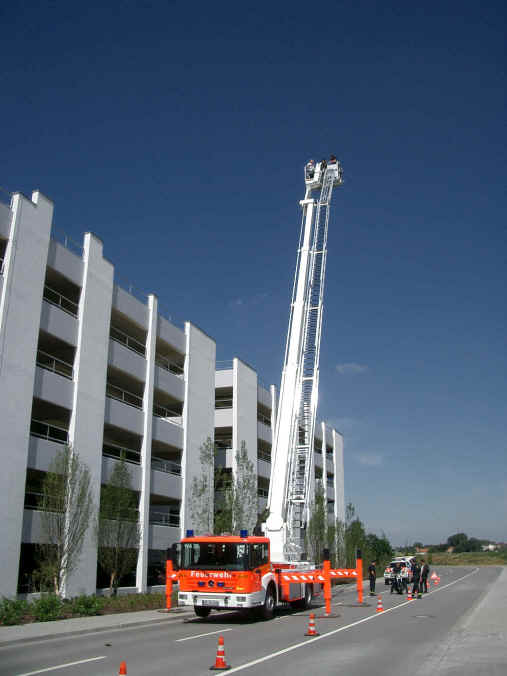
Hubrettungsfahrzeug

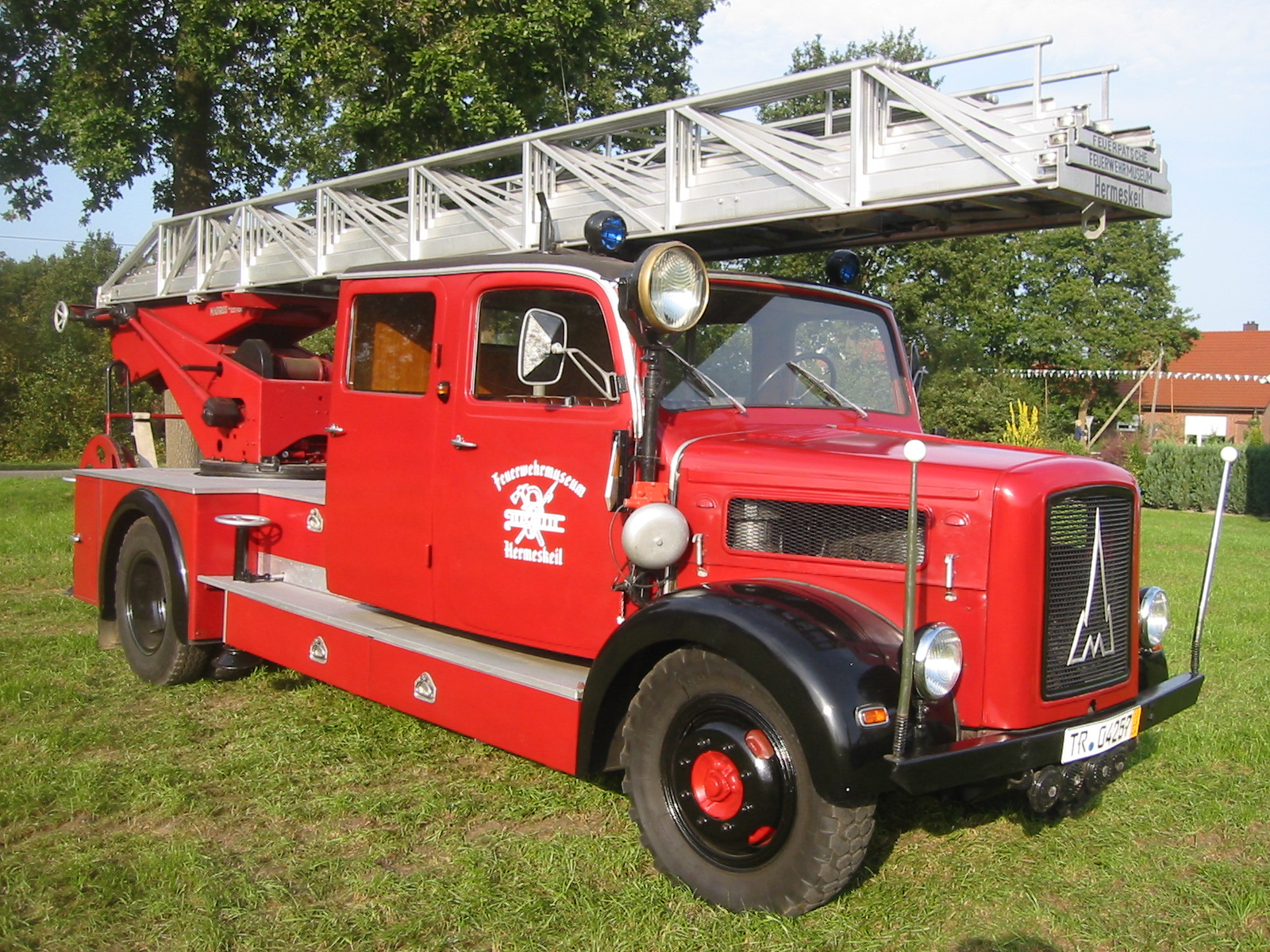
Historische Drehleiter von 1952, Rheinland-Pfälzisches Feuerwehrmuseum Hermeskeil

Die Feuerwehr musste mit den immer höher werdenden Bauten Schritt halten. So genügten die einfachen Schiebleitern bald nicht mehr, und es wurden große Drehleitern, aber auch Teleskop- bzw. Teleskopgelenkmasten entwickelt. Sie dienen zur Menschenrettung, zur Brandbekämpfung von außen sowie zur Ausleuchtung von Einsatzstellen.
Die europäische Norm DIN EN 1846-1 unterscheidet nur noch Drehleitern und Hubarbeitsbühnen, wonach alle Arten von Gelenk- und Teleskopmasten als Hubarbeitsbühnen zu bezeichnen sind.

### Fahrzeuge zur Technischen Hilfeleistung

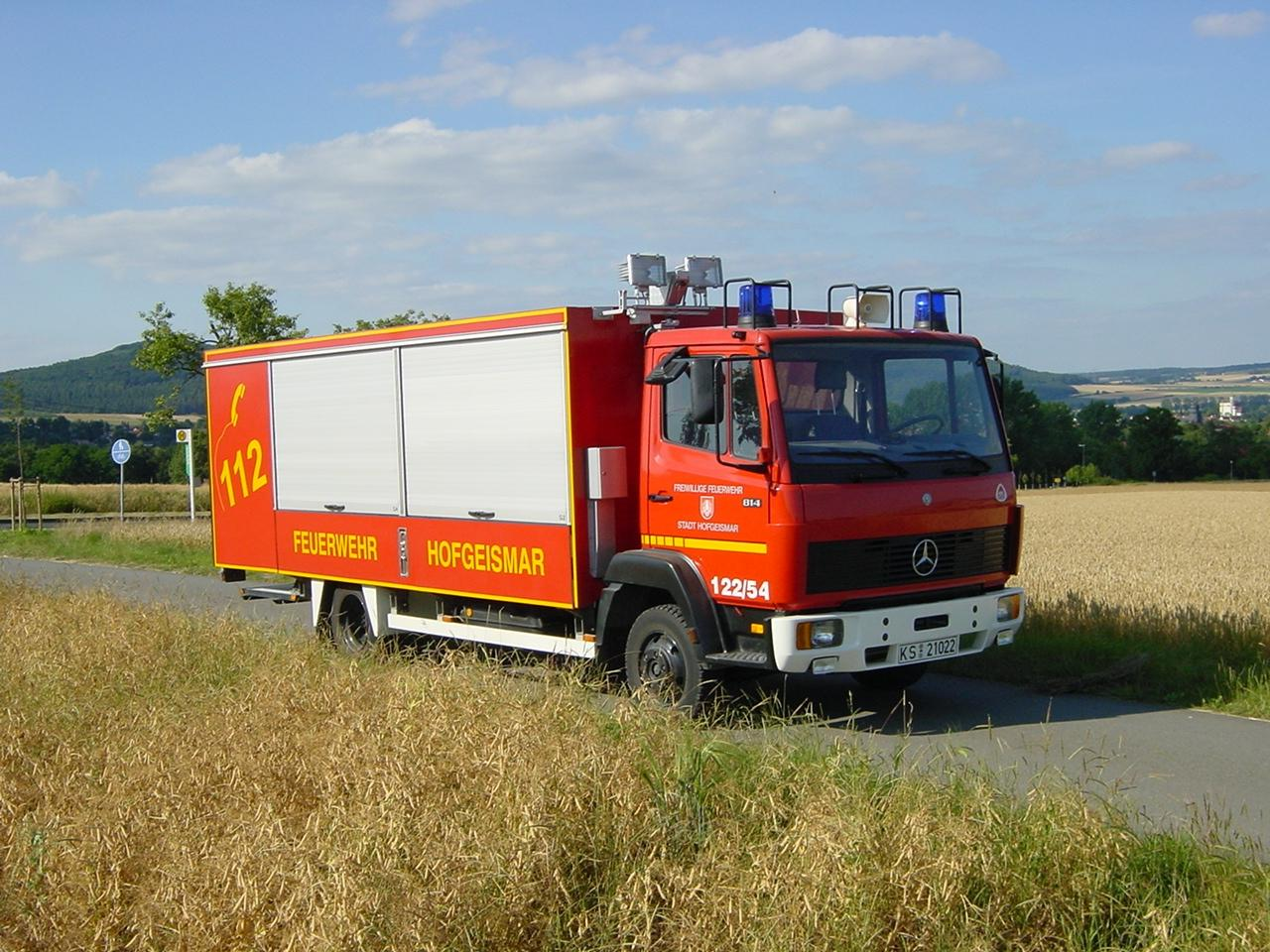
Gerätewagen Gefahrgut

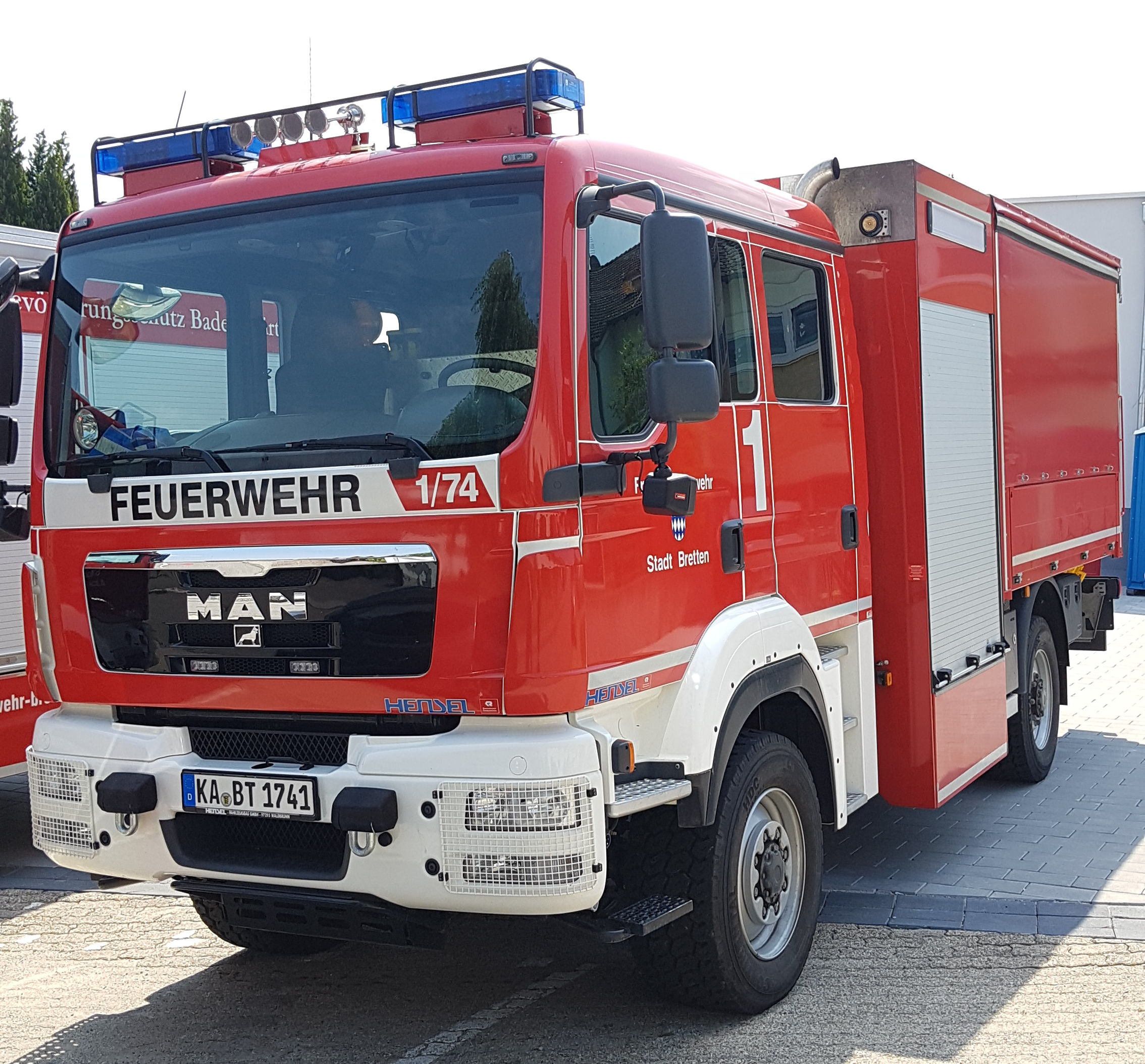
Gerätewagen-Logistik der Feuerwehr Bretten

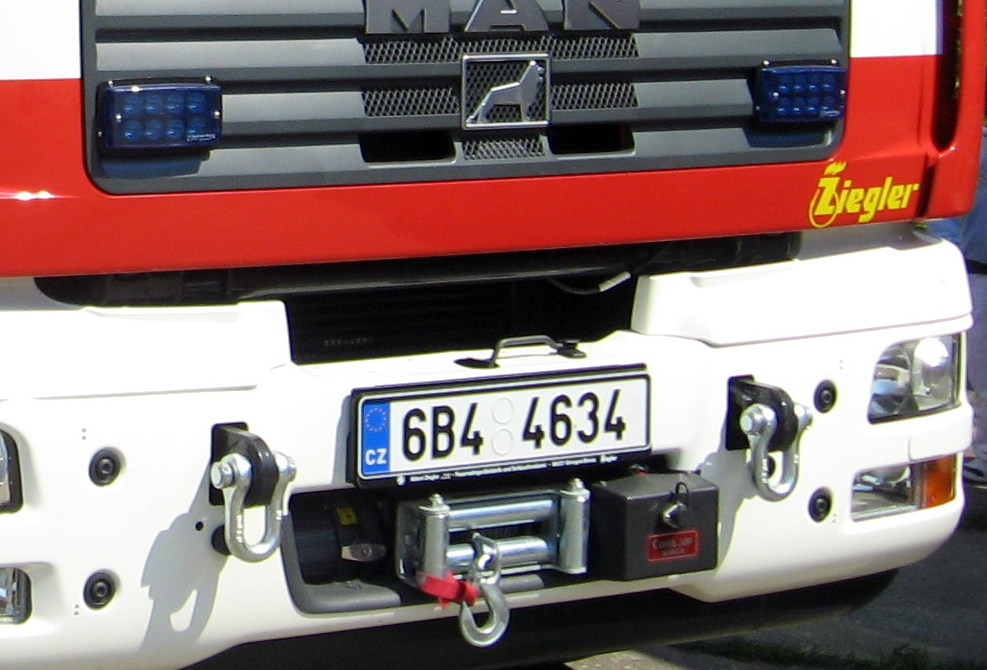
Fahrzeugfront mit Seilwinde und zwei Schäkeln für Bergungseinsätze

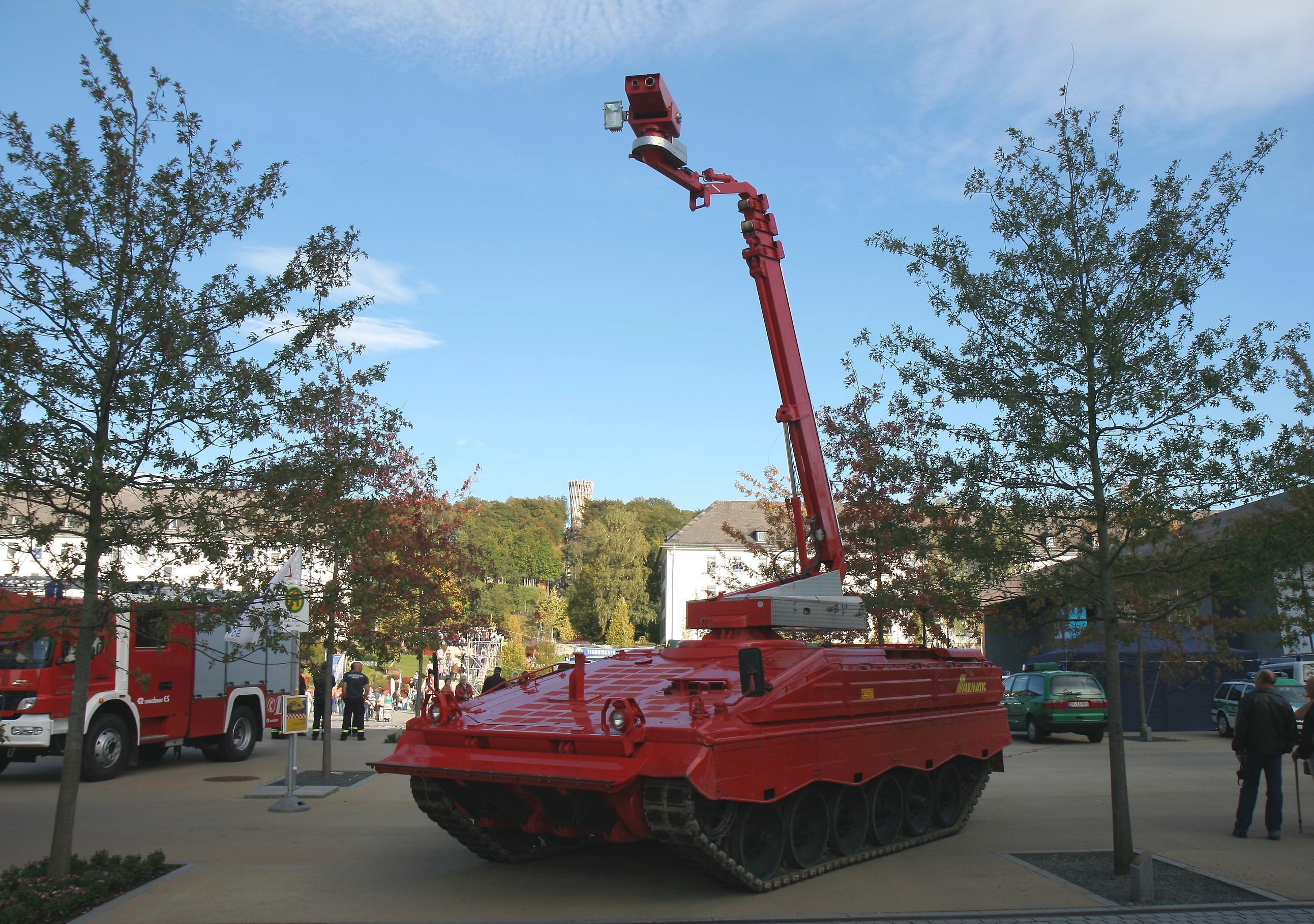
Ein Löschpanzer (2010), auf der Grundlage des SPz Marder

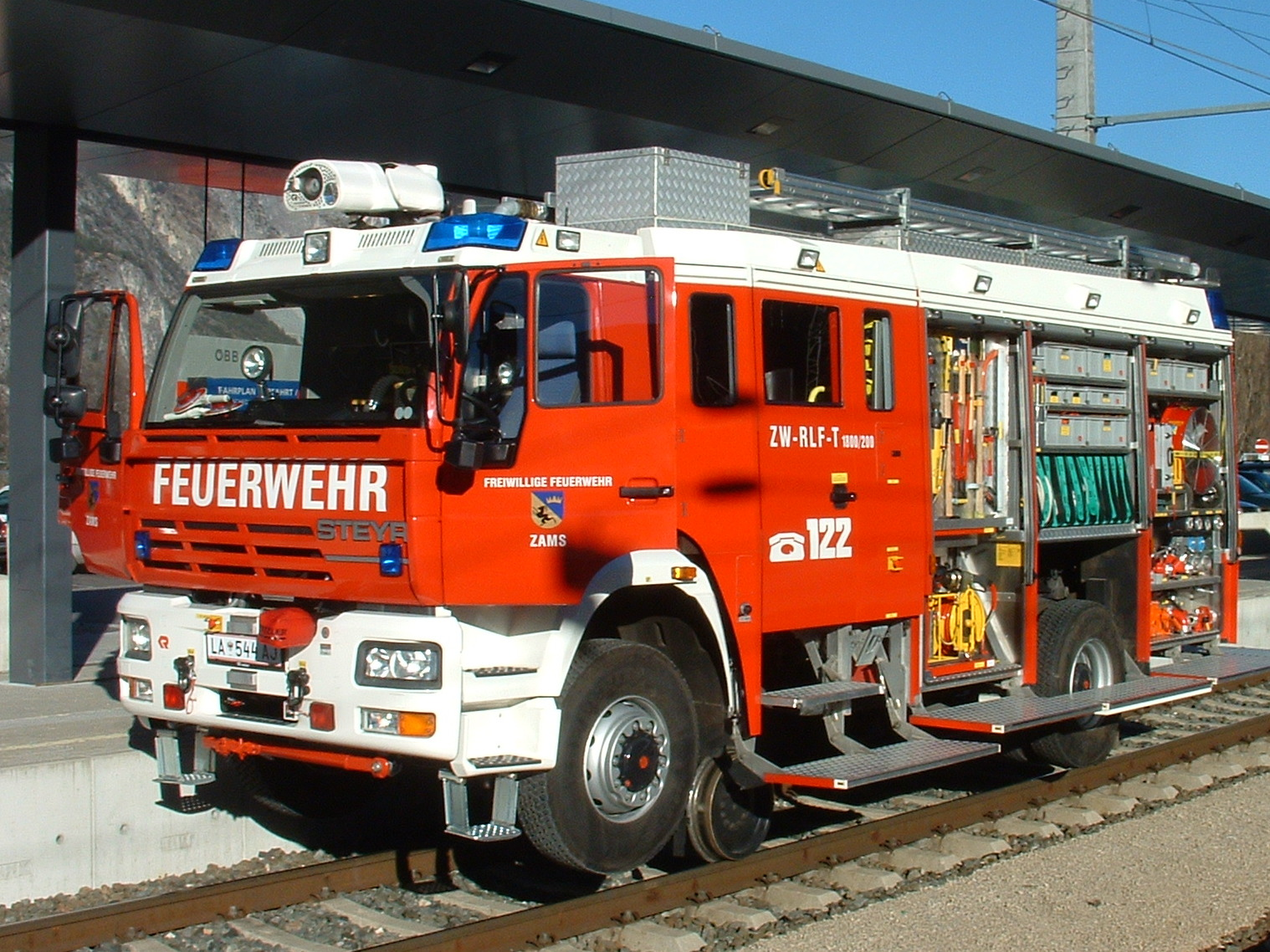
Zweiwege-Rüstlöschfahrzeug-Tunnel

Fahrzeuge zur technischen HilfeleistungRüstwagen und einige Gerätewagen sind für technische Hilfeleistungen ausgerüstet. Sie sind meist nur mit drei Personen besetzt, um möglichst viele Geräte und schwere Aggregate transportieren zu können. Alle Rüstwagen verfügen über eine eingebaute Seilwinde, einen Stromerzeuger und manchmal auch einen Ladekran. Für die technische Hilfeleistung gibt es verschiedene Spezialfahrzeuge, so u. a.
KranfahrzeugeDa bei technischen Einsätzen die zu bewegenden Lasten immer größer werden, werden auch Kranfahrzeuge (von einfachen Ladekranen bis zu schweren Autokranen, die auch Eisenbahnwagen heben können) bei der Feuerwehr eingesetzt. Wegen der hohen Kosten werden sie nur bei Feuerwehren stationiert, die ein großes Gebiet abdecken. Oft werden sie jedoch bei kommerziellen Anbietern angefordert, die über eine Notfall-Rufbereitschaft verfügen.
Spezialfahrzeuge für Gefahrguteinsätzesind besonders ausgerüstet für Einsätze mit Gefahrgut oder radioaktiven Stoffen. Hierzu gehören auch spezielle Messfahrzeuge. Bei Industrieunternehmen werden nicht genormte Messfahrzeuge angeschafft. Diese stellen sie nach eigenen Bedürfnissen zusammen. 
RettungsfahrzeugeIn Gemeinden, in denen der Rettungsdienst von der Feuerwehr wahrgenommen wird, sind Rettungs-, Notarzt- und Krankentransportwagen ebenfalls Feuerwehrfahrzeuge.
Fahrzeuge für den Katastrophen- und Umweltschutzsind Fahrzeuge wie der Schlauchwagen SW 2000-Tr, das Löschgruppenfahrzeug LF 16-TS bzw. LF 20 KatS, der ABC-Erkundungskraftwagen, der Gerätewagen Messtechnik, Fahrzeuge für die Dekontamination von Personen (Dekontaminationslastkraftwagen Personen) und Geräten (Dekontaminationslastkraftwagen Geräte) sowie Container/Umweltschutz.
Sonstige FahrzeugeDazu gehören Führungsfahrzeuge, Mannschaftstransportfahrzeuge, Schlauchwagen zur Wasserversorgung abgelegener Einsatzstellen (vor allem in ländlichen Gebieten), Wechselladerfahrzeuge, Lkw, Pkw, Motorräder und verschiedene sonderangefertigte Fahrzeuge, wie zum Beispiel Löschpanzer.

### Allroundfahrzeuge
Durch Fortschritte in der Entwicklung der Fahrzeugtechnik (leichtere Materialien wie Aluminium, stabilere Konstruktionen, leistungsfähigere Motoren) können Funktionen, die vorher von unterschiedlichen Fahrzeugen wahrgenommen werden mussten, in einem Fahrzeug zusammengefasst werden. Als Erstes wurden Löschgruppenfahrzeuge mit einem Wassertank ausgestattet, um bei einem Brandeinsatz keine Zeit für den Aufbau einer Löschwasserversorgung zu verlieren. Heute haben die meisten Typen von Löschgruppenfahrzeugen Löschwasser an Bord. Waren bei früheren Tanklöschfahrzeugen noch die Wassertanks von außen erkennbar, so sind sie heute im Inneren der Geräteräume untergebracht, sodass Löschgruppenfahrzeuge und Tanklöschfahrzeuge für den Laien kaum noch voneinander zu unterscheiden sind.
In einem nächsten Schritt wurden Geräte zur technischen Hilfeleistung (insbesondere der hydraulische Rettungssatz und am Fahrzeugrahmen befestigte Seilwinden) mit in die Beladung von Löschgruppenfahrzeugen aufgenommen. Diese Fahrzeuge heißen beispielsweise Rüstlöschfahrzeug oder Hilfeleistungsfahrzeug in Österreich, Hilfeleistungslöschgruppenfahrzeug (HLF) oder Lösch-Hilfeleistungsfahrzeug (LHF) in Deutschland.
Somit sind Allround-Löschfahrzeuge mit hohem taktischem Einsatzwert entstanden. Näheres ist den länderspezifischen Artikeln zu entnehmen.
Bei vielen großen Feuerwehren sieht das langfristig angelegte Fahrzeugbeschaffungskonzept vor, nur noch diese modernen Löschgruppenfahrzeuge und Drehleitern für den Ersteinsatz zu verwenden. Ausrüstung oder Material für größere Einsätze wird in Abrollcontainern oder auf einem Wechselaufbau vorrätig gehalten und im Bedarfsfall von Wechselladerfahrzeugen zur Einsatzstelle gebracht.
In den vergangenen Jahrzehnten wurde mehrfach versucht, die Funktionen „Löschfahrzeug“ und „Drehleiter“ in einem Fahrzeug zusammenzufassen. Jedoch konnte sich keines dieser Konzepte durchsetzen. Entweder war das Kombinationsfahrzeug zu groß und zu schwer, oder die Drehleiter war zu kurz. Hinzu kommt, dass sich an vielen Einsatzstellen Drehleiter und Löschfahrzeug an unterschiedlichen Positionen befinden müssen. Beispielsweise wird die Drehleiter an der Fensterfront benötigt, um Personen zu retten, während das Löschfahrzeug oft in der Nähe des Hauseingangs aufgestellt wird. Mit einem Kombinationsfahrzeug wäre somit oftmals kein optimaler Einsatz möglich.
Trotzdem zeigte sich eine Tendenz zur Anschaffung solcher Kombinationsfahrzeuge. Vor allem kleinere Feuerwehren, die aufgrund von geänderten gesetzlichen Bestimmungen nun doch eine Drehleiter vorhalten müssen, zeigen Interesse an solchen Lösch-Leiterkombinationen. Mittlerweile werden auch Gelenkmast-Rüstwagen-Kombinationsfahrzeuge von verschiedenen Herstellern angeboten.

## Feuerlöschboote

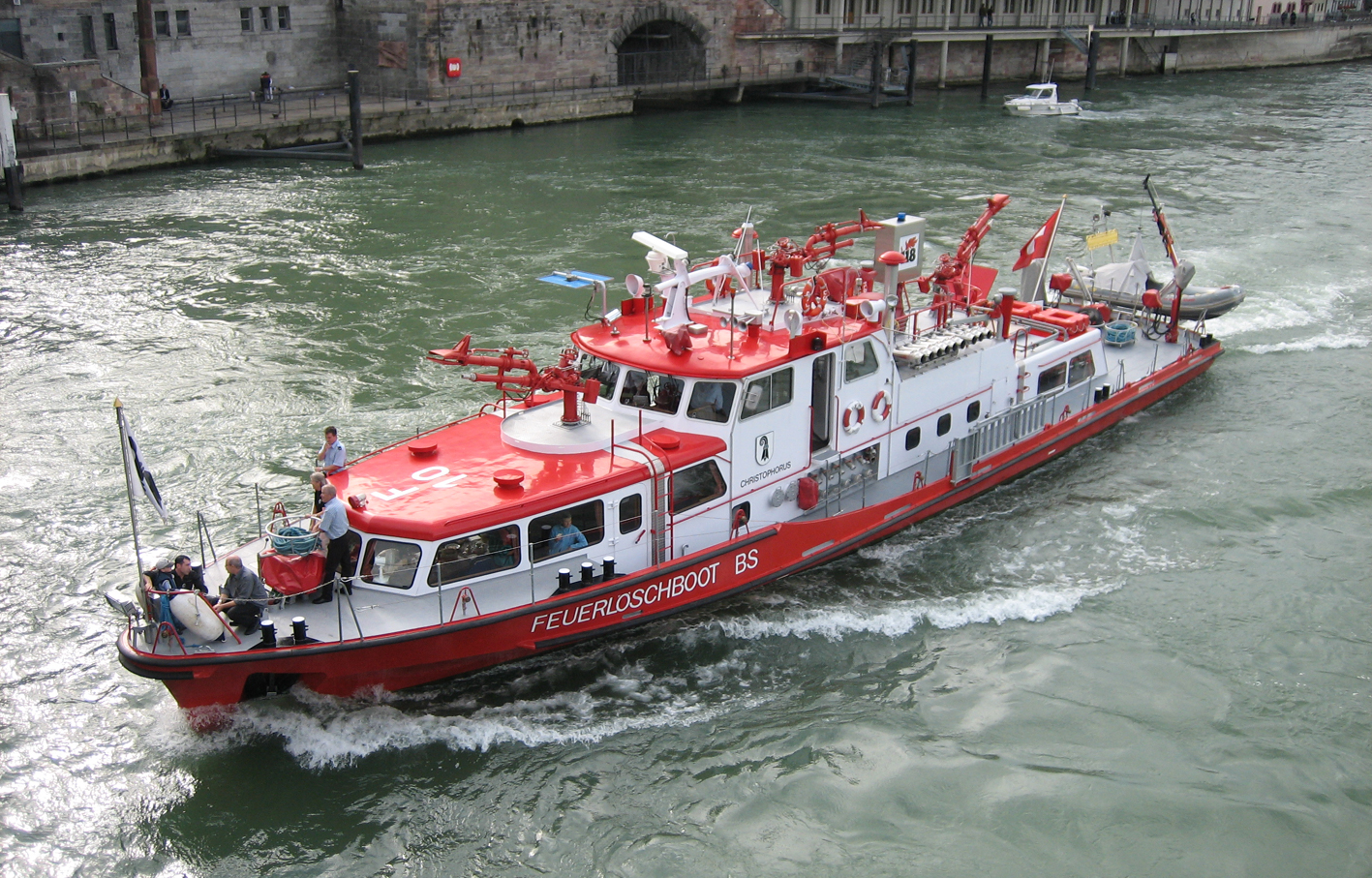
Feuerlöschboot auf dem Rhein in Basel (Schweiz)

Bei diesen Arbeitsschiffen ist eine feuerwehrtaktische Beladung üblich, die meistens auf die Bekämpfung eines Brandes von der Wasserseite aus abzielt. In der Regel sind dazu unter anderem leistungsstarke Feuerlöschkreiselpumpen und oftmals auch Sonderstrahlrohre (Feuerlöschmonitore) vorhanden.
Wegen der Pumpen werden Feuerlöschboote nicht selten auch genutzt, um bei landseitigen Großbränden eine vom öffentlichen Trinkwassernetz unabhängige, leistungsstarke Wasserversorgung für Einheiten auf dem Land zu schaffen. Im direkten Umfeld von Wasserflächen werden sie hingegen meistens zur unmittelbaren Brandbekämpfung eingesetzt.
Feuerlöschboote können auch zur Schiffsbrandbekämpfung auf offener See eingesetzt werden. Diese Feuerlöschboote sind meistens deutlich größer als Feuerlöschboote auf Binnengewässern, um auch bei schwierigen Witterungsbedingungen (schwere See, Starkwind usw.) einsetzbar zu sein.

## Feuerwehrfahrzeuge in verschiedenen Ländern

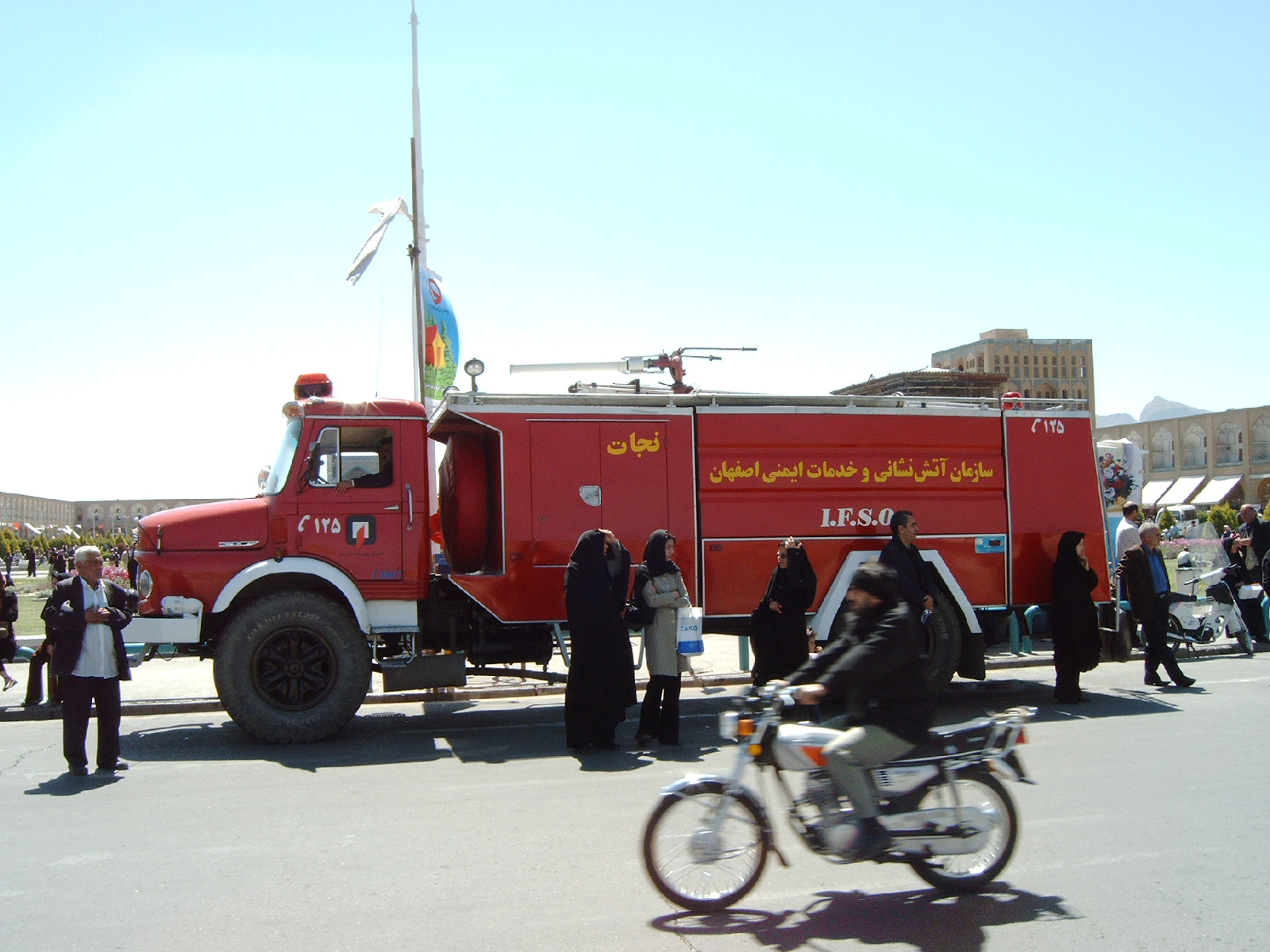
Feuerwehrfahrzeug im Iran

Es gibt länderspezifisch unterschiedliche Fahrzeugkonzepte, die sich auf Grund des unterschiedlichen Organisations- und Aufgabenspektrums der Feuerwehren und der topographischen Gegebenheiten entwickelt haben:
- Feuerwehrfahrzeuge in Deutschland
- Feuerwehrfahrzeuge in Polen
- Feuerwehrfahrzeuge in Österreich
- Feuerwehrfahrzeuge in der Schweiz
- Feuerwehrfahrzeuge in Ungarn
- Feuerwehrfahrzeuge in den USA